# Hell or High Water
Hell or High Water is een Amerikaanse film uit 2016, geregisseerd door David Mackenzie. De film ging op 16 mei in première op het Filmfestival van Cannes in de sectie Un certain regard.

## Verhaal
Tanner (Ben Foster) keert na dertien jaar gevangenisstraf terug naar het ouderlijk huis waar zijn broer Toby (Chris Pine) en neefjes wonen. Omdat ze wegens financiële problemen dreigen hun huis te verliezen, besluiten de twee broers om banken te overvallen. Door enkel kleine lokale banken te overvallen, hopen ze onder de radar van de politie te blijven. Officier Hamilton (Jeff Bridges), een Texas Ranger die bijna met pensioen gaat, bijt zich echter in de zaak vast en gaat op zoek naar de bankovervallers.

## Rolverdeling
| Acteur           | Personage                       |
| ---------------- | ------------------------------- |
| Chris Pine       | Toby Howard                     |
| Ben Foster       | Tanner Howard                   |
| Jeff Bridges     | Marcus Hamilton                 |
| Katy Mixon       | Jenny Ann                       |
| Gill Birmingham  | Alberto Parker                  |
| Amber Midthunder | Nicole Martinez (Vernon Teller) |
| Dale Dickey      | Elsie, de ex-vrouw van Toby     |
| Kevin Rankin     | Billy Rayburn                   |
| Melanie Papalia  | Emily                           |

## Prijzen en nominaties
| Jaar | Prijs                    | Categorie                  | Genomineerde(n)           | Resultaat   |
| ---- | ------------------------ | -------------------------- | ------------------------- | ----------- |
| 2016 | National Board of Review | Top 10 films van het jaar  | Top 10 films van het jaar | Gewonnen    |
| 2016 | National Board of Review | Beste acteur in een bijrol | Jeff Bridges              | Gewonnen    |
| 2016 | American Film Institute  | Top 10 films van het jaar  | Top 10 films van het jaar | Gewonnen    |
| 2017 | Golden Globes            | Beste film (drama)         | Beste film (drama)        | Genomineerd |
| 2017 | Golden Globes            | Beste acteur in een bijrol | Jeff Bridges              | Genomineerd |
| 2017 | Golden Globes            | Beste scenario             | Taylor Sheridan           | Genomineerd |
| 2017 | Satellite Awards         | Beste film                 | Beste film                | Genomineerd |
| 2017 | Satellite Awards         | Beste acteur in een bijrol | Jeff Bridges              | Gewonnen    |
| 2017 | Satellite Awards         | Beste originele scenario   | Taylor Sheridan           | Genomineerd |

## Productie
De filmopnamen gingen op 26 mei 2015 van start in Clovis (New Mexico) en er werd ook gefilmd in Portales en Tucumcari. De film ontving positieve kritieken van de filmcritici met een score van 97% op Rotten Tomatoes.